# ABBYY FineReader
ABBYY FineReader е програма за оптично разпознаване на символи, разработена от ABBYY.
Програмата позволява да се конвертират графични документи (фотографии, сканирани изображения, PDF-файлове) в редактируеми електронни формати. В частност, това са такива като Microsoft Word, Microsoft Excel, Microsoft PowerPoint, Rich Text Format, HTML, PDF/A, достъпни за търсене файлове PDF, CSV и txt (обикновен текст). Започвайки от версия 11, файловете могат да се записват във формат DjVu. Версия 15 поддържа разпознаване на текст на 192 езика и има вградена проверка на правописа за 48 от тях (в това число и български).
Повече от 20 млн потребители от цял свят използват ABBYY FineReader.
Лиценз за ползване на OCR-технологията на FineReader е предоставена от ABBYY на няколко компании като Fujitsu, Panasonic, Xerox, Samsung и други.
Версия 12 на софтуера е получила оценка „Excellent“ („отличен“) от списание PC Magazine.